# Ivan Marzola
Ivan Marzola (a volte riportato anche come Ivano; Trieste, 5 ottobre 1963) è un ex sciatore alpino italiano.

## Biografia
Specialista delle gare veloci originario di Selva di Val Gardena, era figlio dello sciatore e dirigente sportivo Gianni ed è fratello della sciatrice Michaela; in Coppa del Mondo ottenne il primo piazzamento il 10 dicembre 1983 a Val-d'Isère in combinata (5º) e conquistò il miglior risultato nel supergigante di Furano del 3 marzo 1985, arrivando 4º a 44 centesimi dai vincitori a pari merito, l'australiano Steven Lee e lo svizzero Daniel Mahrer, e a 16 centesimi dal 3º posto del canadese Brian Stemmle. Ai Campionati italiani 1986 vinse il primo titolo nazionale di supergigante e il 28 febbraio dello stesso anno ottenne il suo ultimo piazzamento internazionale, nel supergigante di Coppa del Mondo disputato a Hemsedal (15º); si ritirò in occasione dei Campionati italiani 1987, dove conquistò la medaglia di bronzo nella combinata. Non prese parte a rassegne olimpiche né ottenne piazzamenti ai Campionati mondiali.

## Palmarès

### Coppa del Mondo
- Miglior piazzamento in classifica generale: 53º nel 1985

### Campionati italiani
- 4 medaglie[3]:
  - 1 oro (supergigante nel 1986)
  - 1 argento (combinata nel 1986)
  - 2 bronzi (discesa libera nel 1986; combinata nel 1987)